# Regarde les hommes tomber
Regarde les hommes tomber je francouzský hraný film z roku 1994, který režíroval Jacques Audiard. Snímek měl světovou premiéru na Filmovém festivalu v Cannes.

## Děj
Shodou okolností se spojí dva zcela opačné příběhy. Na jedné straně je Simon Hirsch, mlčenlivý prodavač, který se za každou cenu snaží pomstít svého jediného přítele, policejního inspektora, který byl zastřelen během vyšetřování. Na druhé Marx, ošuntělý a stárnoucí gauner, neustále následovaný Johnnym, mladým smolařem, který si ho oblíbil, a kterého zatahuje do svých malých plánů.

## Obsazení
| Jean-Louis Trintignant | Marx                |
| Jean Yanne             | Simon Hirsch        |
| Mathieu Kassovitz      | Johnny / Frédéric   |
| Bulle Ogier            | Louise Hirsch       |
| Christine Pascal       | Sandrine            |
| Yvon Back              | Mickey              |
| Yves Verhoeven         | homosexuál          |
| Marc Citti             | informátor Mickeyho |
| Roger Mollien          | Marlon              |
| Pierre Guillemin       | pan Vernoux         |
| Philippe Du Janerand   | Merlin              |
| Rymka Wajsbrot         | paní Rajenski       |
| Laurence Bienvenu      | Colette             |

## Ocenění
- Cena Ruta-et-Georges-Sadoul
- César: vítěz v kategoriích nejlepší filmový debut, nejslibnější herec (Mathieu Kassovitz), nejlepší střih (Juliette Welfling); nominace v kategorii nejlepší původní scénář nebo adaptace